# Sự hấp dẫn về tính dục đối với người chuyển giới
Sự hấp dẫn về tính dục đối với người chuyển giới là một chủ đề nghiên cứu khoa học và dư luận xã hội. Các nhà tâm lý học đã nghiên cứu sự hấp dẫn với người chuyển giới nữ, người đóng giả giới, người phi nhị nguyên giới, cũng như sự kết hợp giữa các yếu tố trên. Nam hợp giới bị hấp dẫn bởi người nữ chuyển giới phần lớn nhìn nhận bản thân là người dị tính và đôi khi là song tính, nhưng ít khi là người đồng tính. Nghiên cứu về hưng phấn tình dục đã khẳng định rằng cách phản ứng chung của họ ít giống người đồng tính nam hơn người dị tính nam, ngoại trừ việc họ cũng phản ứng mạnh mẽ đối với phụ nữ chuyển giới tương đương với phụ nữ hợp giới. Họ ít có phản ứng đối với nam giới. Một phần khá lớn nam giới hợp giới có hấp dẫn đối với phụ nữ chuyển giới cũng đồng thời phản ánh bản thân có trải nghiệm autogynephilia, tức sự hấp dẫn tính dục đối với hình ảnh bản thân là nữ giới. Đã có tồn tại một số bàn luận về sự hấp dẫn đối với nam giới chuyển giới, nhưng đây vẫn chưa phải chủ đề nghiên cứu khoa học.